# Portuguesa (bairro)
Portuguesa é um bairro da Zona Norte do município do Rio de Janeiro. É um dos catorze bairros que constituem a Ilha do Governador. Limita-se, a oeste, com o Galeão; ao sul, com o Jardim Guanabara; e, a leste, com o Jardim Carioca e Moneró; tendo, ao norte, saída para a Baía de Guanabara.
Seu índice de qualidade de vida, no ano 2000, era de 0,904; o 2º melhor da Ilha, e o 25º melhor do município, dentre 126 bairros avaliados.

## História
A área situada entre as estradas do Galeão e de Tubiacanga era ocupada por florestas vizinhas aos terrenos da Aeronáutica. Próximo dela ficava um depósito particular de dinamite, que explodiu em 1933.
Em 1961, a Companhia Imobiliária Santa Cruz (loteadora do Jardim Guanabara) criou na região o jockey Club Guanabara. Com as restrições impostas a corridas de cavalos no governo Jânio Quadros, o empreendimento fracassou e suas instalações foram adquiridas pela Associação Atlética Portuguesa, que criou o estádio de futebol Luso-Brasileiro, inaugurado em 1965.
Portanto, a origem do bairro é associada à A. A. Portuguesa, e sua urbanização é recente: em 1965, foi aberta a rua Haroldo Lobo, em 1966 a rua Gustavo Augusto de Resende, e a partir da década de 1970, sua expansão aumentou com mais força. Em 1971 foram feitos loteamentos na rua Gustavo Augusto de Resende, com 5 ruas. Nesse mesmo ano, surgiu a Rua A (atual Eduardo Nadruz), ligando a rua Haroldo Lobo a estrada de Tubiacanga, em 1973 loteamento próximo ao Estádio da Portuguesa com 4 ruas, 2 praças e uma avenida-canal (avenida Carlos Meziano) e, em 1976, houve o loteamento de grande terreno entre a avenida Maestro Paulo e Silva  e a estrada de Tubiacanga, com 266 lotes, 12 ruas e várias praças, com traçados curvilíneos, dando origem ao Condomínio Village da Ilha, construído pela Cooperativa Habitacional da Ilha do Governador e é composto por 8 blocos com 1276 apartamentos e 514 casas.

## Estrutura
O bairro da Portuguesa é majoritariamente residencial. Seu centro comercial fica ao longo da estrada do Galeão e rua República Árabe da Síria, o mais expressivo da Ilha do Governador, só comparado ao bairro Jardim Guanabara. Esse trecho recebeu em 1996, o projeto Rio-Cidade, da Prefeitura, sendo criado um calçadão, áreas de estacionamento, passarelas metálicas e nas extremidades da área de intervenção urbana, dois monumentos, um pórtico e um obelisco marcando simbolicamente a entrada da Ilha.
Na orla da baía, entre a estrada de Tubiacanga e o mar, ficava um trecho da praia dos Gaegos, recoberta por manguezal, que começou a ser ocupada em 1973, multiplicando-se num período de 14 anos. Os moradores foram aterrando a área com despejos de lixo e entulho. Nos anos 1980, usavam material oriundo da terraplanagem da segunda pista do Aeroporto Internacional do Rio de Janeiro Tom Jobim daí consolidando a favela do Parque Royal ou "Praia do Maneiro". Foi beneficiada pelo projeto Favela-Bairro, com implantação de creche, quadras esportivas e ciclovia, em 1994. Tem uma boa localização, não só próxima ao aeroporto, mas também a saída da Ilha, e ambiguamente ao seu centro comercial e subprefeitura, ao Ilha Plaza Shopping no Jardim Carioca e ao Governador Iate Club, no Moneró. Localiza-se no bairro o estádio da Associação Atlética Portuguesa, a lanchonete de fast food Mc Donalds, além da rede de hipermercados Extra, que fica na Estrada do Galeão.

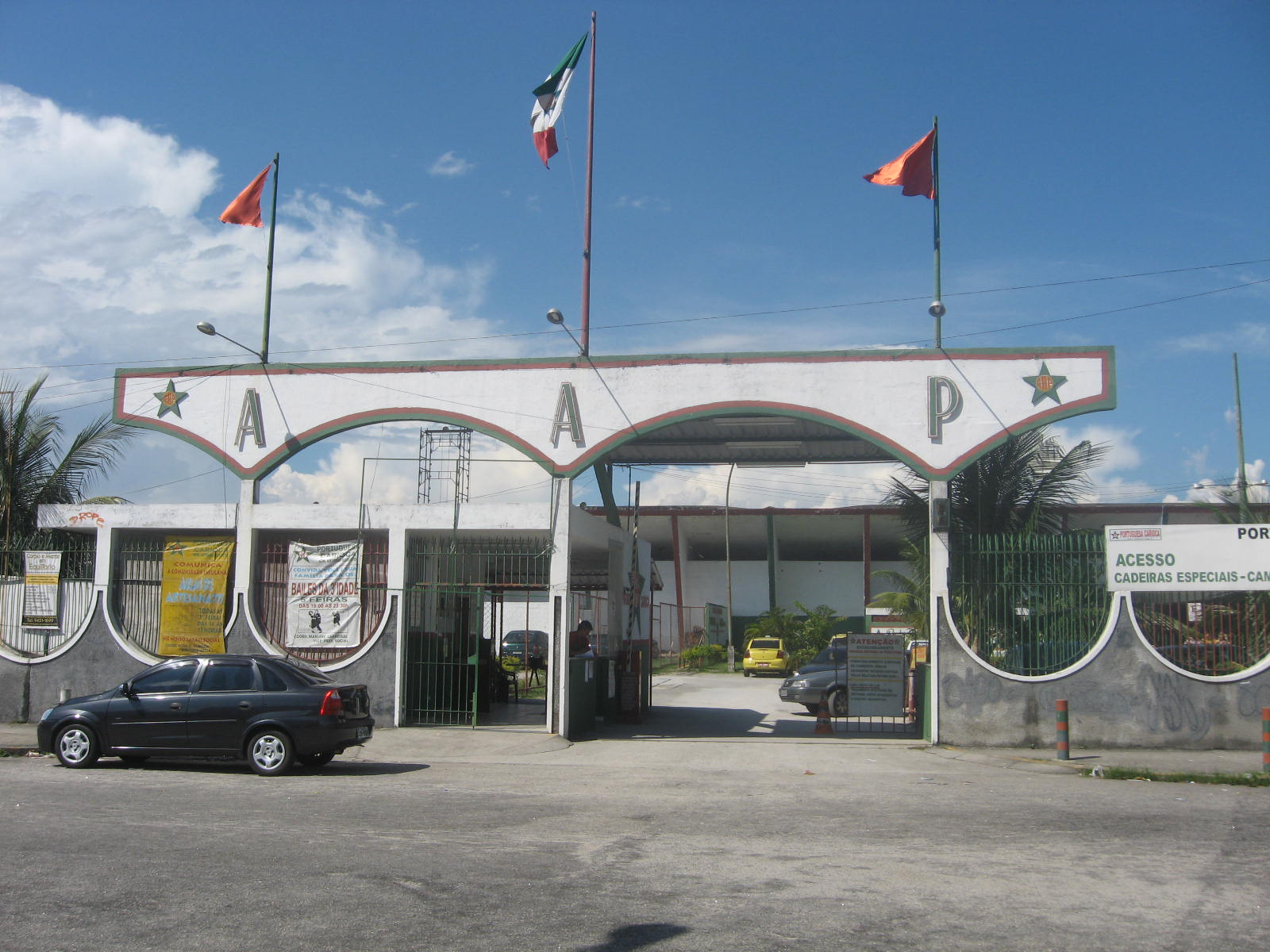
Estádio Luso-Brasileiro.

Até hoje o bairro é visitado pelos próprios cariocas, seja para conhecer a ilha ligeiramente após o aeroporto, quanto para ver um jogos na Associação Atlética Portuguesa (Rio de Janeiro) , hoje conhecida como Portuguesa do Rio. que assim como America Football Club e São Cristóvão de Futebol e Regatas tem ampliado público torcedor, que imigra dos times da primeira divisão da cidade.